# Gettysburg (gioco)
Gettysburg è un wargame edito da Avalon Hill pubblicato nel 1958 che simula la battaglia di Gettysburg della guerra di secessione americana tra nordisti (unionisti) e sudisti (confederati).

## Storia
Gettysburg fu originariamente pubblicato nel 1958, e fu il primo wargame da tavolo basato su una battaglia storica.
Le meccaniche di gioco sono simili a quello del rivoluzionario Tactics II (1958). In particolare la tabella dei risultati di combattimento favorisce che chi ha la supremazia locale in forza di combattimento. Diversamente da Tactics II, in Gettysburg ogni unità ha un verso di orientamento e un attaccante può migliorare la probabilità di successo attaccando sul lato o sul retro. Allo stesso tempo il difensore può migliorare la sua probabilità di difesa trincerandosi in cima a una collina.
Il fondatore dell'Avalon Hill, Charles S. Roberts, commentò riguardo al gioco nel 1983:
()
Nella sua forma originale Gettysburg era simile a un wargame tridimensionale. Sulla mappa era sovraimpressa una griglia quadrata, ma questa era usata per tracciare il movimento nascosto, non quello normale. Il movimento usava delle carte distanza che erano usate anche controllare le gittate di fuoco. Le unità rettangolari potevano ruotare sui loro centri prima di usare le carte gittata e il sistema di gioco dava dei bonus per tirare su un fianco.
Nel 1961 il gioco fu ripubblicato sostituendo la griglia quadrata con una esagonale, usata anche in altri giochi pubblicati dall'Avalon Hill quello stesso anno. Questo si rivelò un meccanismo popolare per regolare il movimento, ma sebbene divenne una caratteristica diffusa dei wargame, l'Avalon Hill ritornò ad usare una griglia quadrata per l'edizione del 1964.
L'edizione del 1977 tornò ad usare una griglia quadrata e introdusse anche pedine multiple per ogni unità e regole aggiuntive per gestire le formazioni di unità, che erano un tentativo di simulare il movimento in colonna e le difficoltà di cambiare formazione in una linea di battaglia. Pedine separate rappresentavano i fianchi che potevano essere ruotati per unirsi a unità adiacenti ai fianchi o capovolti per difendersi da un assalto inatteso. Sebbene la griglia fosse stata mantenuta per la nuova edizione del 1988, le pedine multiple e le regole eccessivamente complesse per gestire la formazione di unità furono scartate e quest'ultima edizione era più simile a quella del 1961, eccetto che per la mappa completamente illustrata.
Un gioco fratello, Chancellorsville, usò le stesse meccaniche di gioco.
Questo gioco è in pubblico dominio perché fu pubblicato negli Stati Uniti d'America prima del 1978 e sebbene ci fosse un avviso di copyright, questo non venne rinnovato.